# Hôtel Prince de Galles
Hôtel Prince de Galles je hotel v Paříži. Nachází se na Avenue George-V v 8. obvodu. Hotel byl otevřen v roce 1928 ve stylu art deco.

## Charakteristika
Pětihvězdičkový hotel má k dispozici 159 pokojů (z toho 44 apartmánů) umístěných v osmi patrech. V hotelu je bar Les Heures a restaurace La Scène. Hotel patří společnosti Starwood Hotels & Resorts Worldwide.

## Historie
Hotel založil André Millon, majitel hotelů Grand Hôtel a Le Meurice. Hotel střední velikosti byl postaven  architektem Andrém Arfvidsonem ve stylu art deco na Avenue George-V, poblíž Avenue des Champs-Élysées. Hotel vznikl na místě starých lomů, které sloužily mj. při stavbě Vítězného oblouku. Hotel byl otevřen v roce 1928. Hotel dostal svůj název (hotel prince waleského) po tehdejším princi z Walesu Eduardovi, synovi krále Jiřího V., po kterém je pojmenována avenue, na které se hotel nachází.
Ke známým hotelovým hostům patřili Elvis Presley, Dalida, Winston Churchill, Marlene Dietrichová nebo Charles Laughton.